# Brink (dorpsplein)

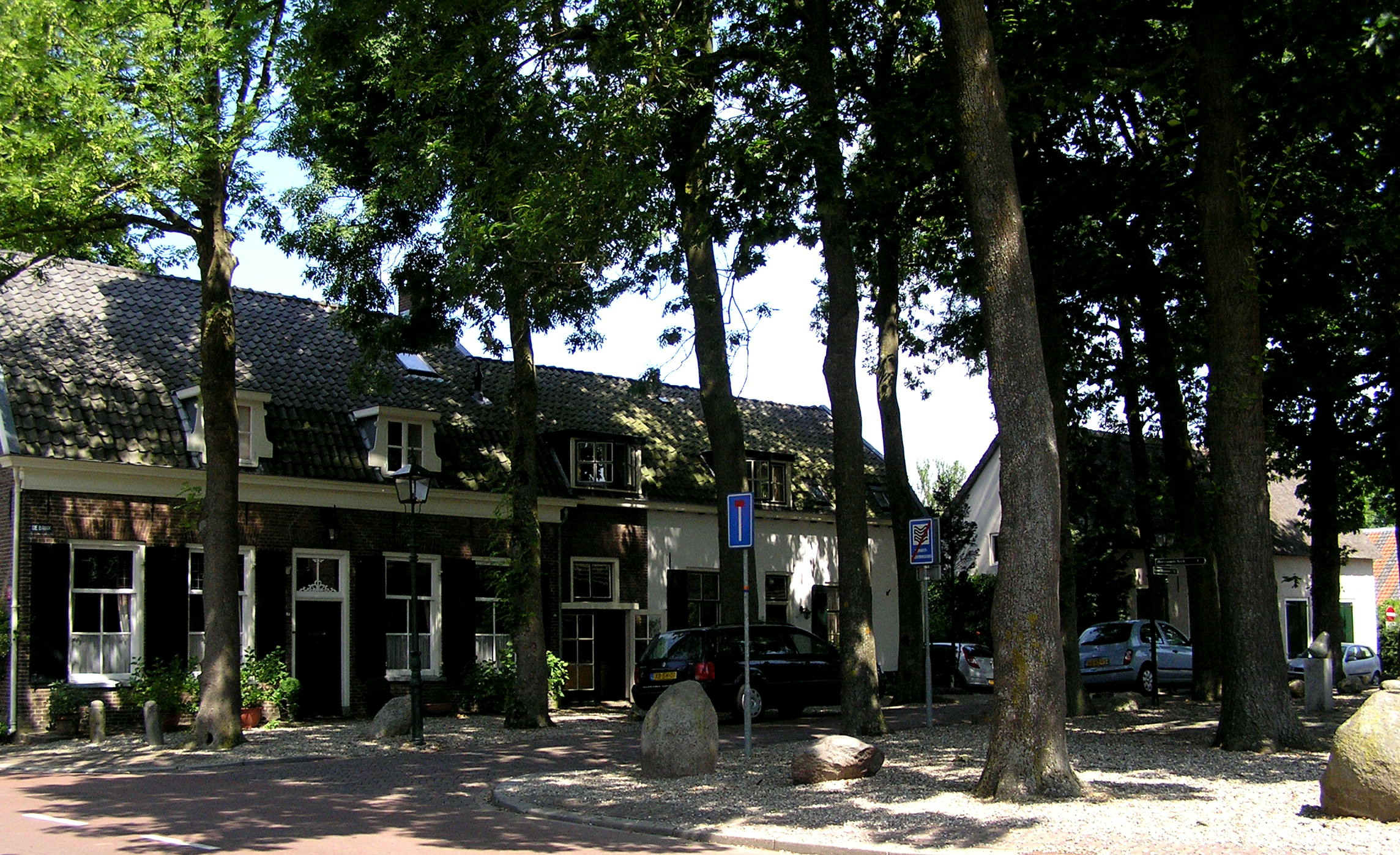
De Brink van Cothen

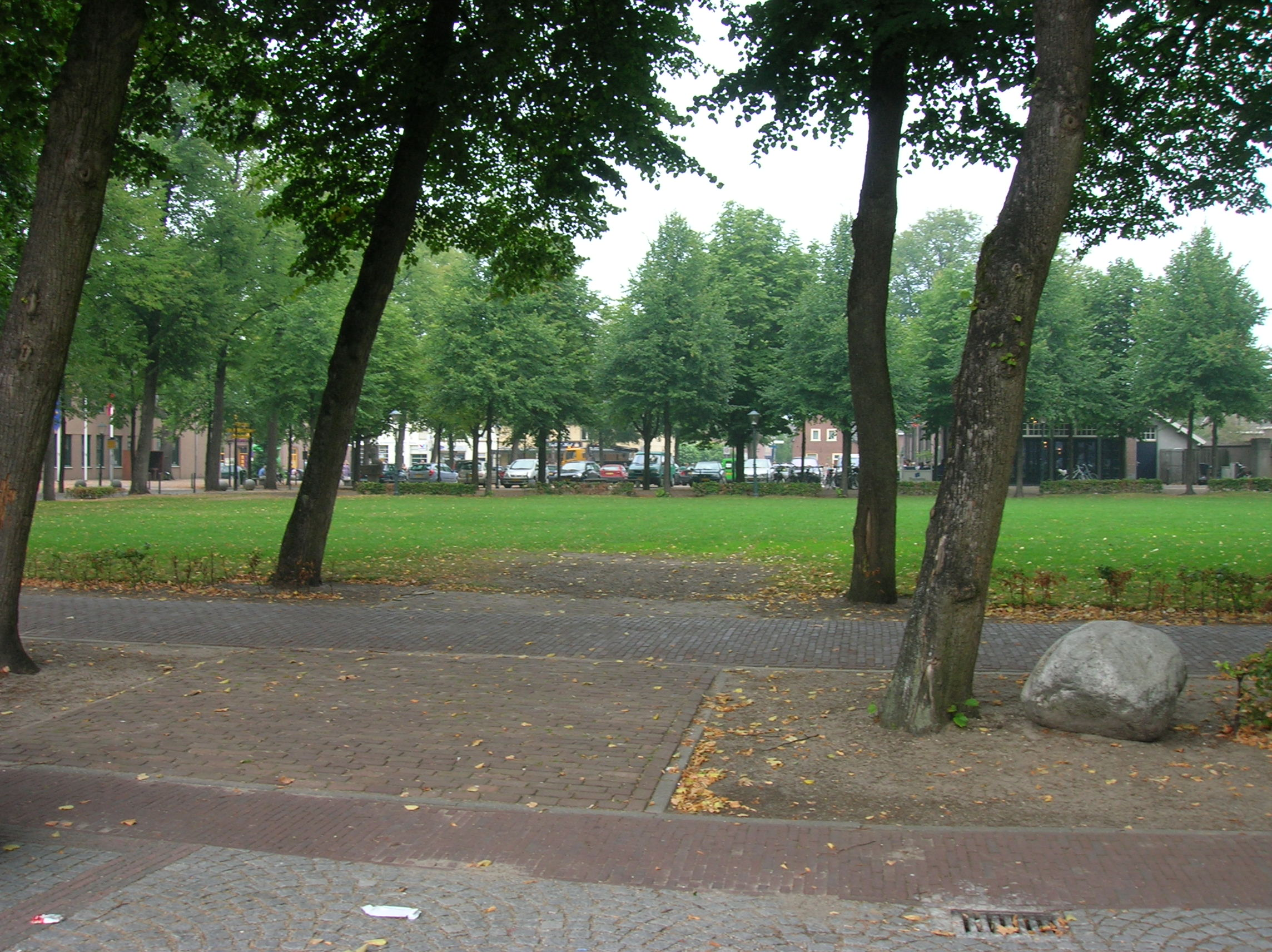
De Brink in Sint Anthonis

Een brink is een open ruimte in een nederzetting op de zandgronden van Nederland en daarbuiten. Brinken zijn veelal in de loop der tijd omgevormd tot een dorpsplein, dat vaak nog bestaat uit gras en bomen.

## Historische ontwikkeling
De brink is van oorsprong de boerengebruiksruimte waar het vee werd verzameld om daarmee als kudde naar de gemeenschappelijke weidegronden te gaan. De brink lag van oorsprong aan de rand van het dorp (het Engelse brink betekent nog steeds "rand"). Er zijn zowel gemeenschappelijk gebruikte brinken als de brinken die tot één boerderij behoorden.
In de nieuwe tijd nam de bebouwing rond de brink toe, waardoor brinken zich steeds vaker binnen het dorp zelf bevonden. Op veel brinken heeft het gras inmiddels plaatsgemaakt voor stenen en doet de brink nu als dorpsplein dienst met vee- en goederenmarkten. Dorpen met een brink worden ook wel brinkdorp genoemd. De functie van het plein is echter duidelijk secundair ten opzichte van de vroegere agrarische functie.

## Regionale naamgeving
Regionaal heeft het fenomeen van de brink verschillende namen. De term brink zelf wordt gebruikt in Drenthe, Overijssel, Gelderland, Noord-Holland en Noord-Brabant, terwijl men in Noord-Brabant ook wel spreekt over een plaetse of heuvel. De Rijksdienst voor het Cultureel Erfgoed noemt bij de Houtse Heuvel de aanduidingen plaatse, heuvel, biest, driest en laar. De laatste drie zijn ook gangbaar als toponiem.

## Mythevorming
Voorheen ging men ervan uit dat veel brinken uit de vroege middeleeuwen zouden dateren. Daarom kregen zij wel de naam Frankische Driehoek, genoemd naar het volk dat destijds delen van Zuid-Nederland bevolkte. Met name archeologisch onderzoek heeft historisch-geografen doen inzien, dat veel brinken niet ouder zijn dan de late middeleeuwen of zelfs de nieuwe tijd. In het geval van de Frankische Driehoek is dus duidelijk sprake van historische mythevorming. In de vroege middeleeuwen lagen nederzettingen met hun boerengebruiksruimtes vaak op een andere locatie in het landschap. Een brink die mogelijk wel uit de vroege middeleeuwen stamt is de al genoemde Houtse Heuvel in het Brabantse Den Hout, die na de middeleeuwen nooit bebouwd is en waaromheen pas in de 19e eeuw verdichting van de bebouwing heeft plaatsgevonden.

## Monopoly
- De Brink in Ons Dorp komt voor in de Nederlandse versie van het spel Monopoly. Het is een fictieve straat in een fictief dorp, al wordt soms gedacht dat Het Dorp bij Arnhem bedoeld wordt.[2] In de Belgische stad Menen bestaat overigens wel een wijk die Ons Dorp heet, maar ook die heeft er niets mee te maken, Belgische versies van het spel hebben hun eigen namen.